# Euproctis geminata
Euproctis geminata är en fjärilsart som beskrevs av Collenette 1933. Euproctis geminata ingår i släktet Euproctis och familjen tofsspinnare. Inga underarter finns listade i Catalogue of Life.